# ロン・イェイツ
ロナルド・イェイツ（Ronald Yeats, 1937年11月15日 - 2024年9月6日）は、スコットランド、アバディーン出身の元サッカー選手。ポジションはDF。
1961年、リヴァプールFCに加入、10年間在籍し、後にキャプテンも務め、2度のリーグ優勝やFAカップ優勝に貢献、通算454試合に出場、16ゴールを挙げた。ビル・シャンクリー監督は後にチームの黄金期の基礎を築く転換期になったのは、イェイツとイアン・セント・ジョンの獲得だったと述べた。
晩年はアルツハイマー病を患っており、2024年9月6日の夜に亡くなった。86歳没。

## タイトル
リヴァプールFC
- ファーストディヴィジョン  : 1963-64, 1965-66
- FAカップ  : 1964-65
- FAチャリティ・シールド  : 1964, 1965, 1966